# Charles E. Kearns
Pour les articles homonymes, voir Kearns.
Charles E. Kearns, né le 21 mars 1928 à Pampa, au Texas (États-Unis), et mort le 21 avril 2000 à Baker City, dans l'Oregon (États-Unis), est un astronome américain.

## Biographie
Charles E. Kearns est né le 21 mars 1928 à Pampa au Texas de Leslie, sa mère, et Vince F. Kearns, son père. Ils s'installent sur la côte ouest américaine à cause de la Grande Dépression, d'où sa fréquentation à l'école secondaire de Julian, en Californie. Il épouse Elsie à 20 ans, avec qui il aura trois enfants, et vécurent sur Palomar Mountain pendant 23 ans. Il travaille alors pour le Service des forêts. Plus tard, il travaillera au télescope Hale. Une fois le dernier des enfants parti de la maison, Kearns et sa femme déménagent en Alaska. Il devient capitaine de bateaux de pêche et de navires de croisière dans le parc national de Glacier Bay. En 1989, Kearns et Elsie déménagent à Baker City, dans l'Oregon, où il décèdera en 2000.

## Astronomie
Il travaille pour l'Observatoire et le laboratoire de Palomar en tant qu'assistant de nuit. Kearns, sous la supervision d'Osterbrock, prend une série de photographies de la comète C/1957 P1 (Mrkos) (alias 1957 V, 1957d), qui a été obtenue par le télescope Schmidt de 48 pouces. Ces photographies ont été prises pour une étude sur la physique et les matériaux composants la queue de la comète. Elles seront envoyées au professeur Biermann de l'Institut Max Planck pour être étudiées. Néanmoins, Kearns analysera de son côté ses photographies et découvrira un dispositif jamais remarqué. Cette observation de Kearns montre que la queue de la comète a pivoté ou oscillé, avec une périodicité de quatre jours.
Entre début juillet 1961 et fin mai 1962, 15 supernovas ont été découvertes à l'Observatoire Palomar. Comme pour la comète Mrkos, les photographies de découvertes ont été prises par le télescope Schmidt de 48 pouces. Deux des quinze supernovas ont été découvertes par Kearns, sous la supervision de Zwicky et de la National Science Foundation.

### 59P/Kearns-Kwee
Le 17 août 1963, avec Kiem King Kwee, il fait la découverte de la comète 59P/Kearns-Kwee, qui est une comète périodique du système solaire, alors qu'ils cherchaient à photographier la comète 11/Tempel-Swift-LINEAR. 59P sera redécouverte par Elizabeth Roemer et L. M. Vaughn en 1972. Elle est découverte à l'Observatoire de Palomar.